# Boissy-le-Bois
Boissy-le-Bois är en kommun i departementet Oise i regionen Hauts-de-France i norra Frankrike. Kommunen ligger i kantonen Chaumont-en-Vexin som tillhör arrondissementet Beauvais. År 2018 hade Boissy-le-Bois 187 invånare.

## Befolkningsutveckling
Antalet invånare i kommunen Boissy-le-Bois
| Referens: INSEE |